# San Antonio Ticimul
San Antonio Ticimul es una localidad del municipio de Mama en el estado de Yucatán, México.

## Toponimia
El nombre (San Antonio Ticumul') hace referencia a Antonio de Padua y Ticimul es proviene del idioma maya.

## Hechos históricos
- En 1910 cambia su nombre de Ticimul y Tok a San Antonio Ticimul.
- En 1940 cambia su nombre a Ticimul.
- En 1960 cambia su nombre a San Antonio Ticimul.

## Demografía
Según el censo de 2005 realizado por el INEGI, la población de la localidad era de 0 habitantes, de los cuales 209 eran hombres y 189 eran mujeres.
| 21                          | 3 | 0 | ? | 2 | 6 | 8 | 3 | 5 | ? | ? | 0 | 0 |
| (Fuente: INEGI [Consultar]) |   |   |   |   |   |   |   |   |   |   |   |   |